# Kevin Sheedy
Kevin Mark Sheedy (Builth Wells, 21 de outubro de 1959) é um ex-futebolista galês que defendeu a Irlanda, onde possui origens.

## Carreira

### Clubes
Começou no Hereford United, em 1975. Em 1978, foi contratdo pelo poderoso Liverpool, mas não teve nenhum espaço em Anfield, jogando apenas três vezes no campeonato inglês em quatro temporadas. O pouquíssimo espaço fez com o negociassem com o arqui-rival Everton, em 1982. Acabou tendo sua melhor fase na equipe azul, integrando o elenco que ameaçou sair da sombra dos Reds com os títulos da FA Cup de 1984, dos Campeonatos Ingleses de 1985 e 1987 e da Recopa Europeia de 1985, o título mais importante do Everton.
Ironicamente, a equipe de Goodison Park não pôde ambicionar outros títulos europeus quando vivia uma boa fase graças ao rival: a tragédia de Heysel, em 1985, deflagrada por hooligans torcedores do Liverpool fez com que equipes inglesas fossem suspensas de torneios europeus a partir de 1986. Àquela altura, Sheedy já estava jogando pela Seleção Irlandesa.
Saiu do Everton em 1992 para jogar no Newcastle United, então na segunda divisão. Ajudou a equipe alvinegra a voltar à elite do futebol inglês na sua única temporada no clube. Encerraria a carreira um ano depois, no Blackpool.

## Seleção
Pela Irlanda, Sheedy jogou as três partidas do selecionado na Eurocopa 1988, o primeiro torneio em que a equipe se classificou. E, dois anos depois, participou da primeira Copa do Mundo do país, marcando o primeiro gol da Seleção Irlandesa em Copas, na estreia contra a rival Inglaterra (jogo terminado em 1 x 1). Sheedy, provavelmente o único jogador nascido no País de Gales a ter jogado uma Copa desde que seu país natal foi eliminado na de 1958, marcou também nas oitavas-de-final, na série de cobranças de pênaltis contra a Romênia (os irlandeses venceram por 5 x 4).